# Aster Boy

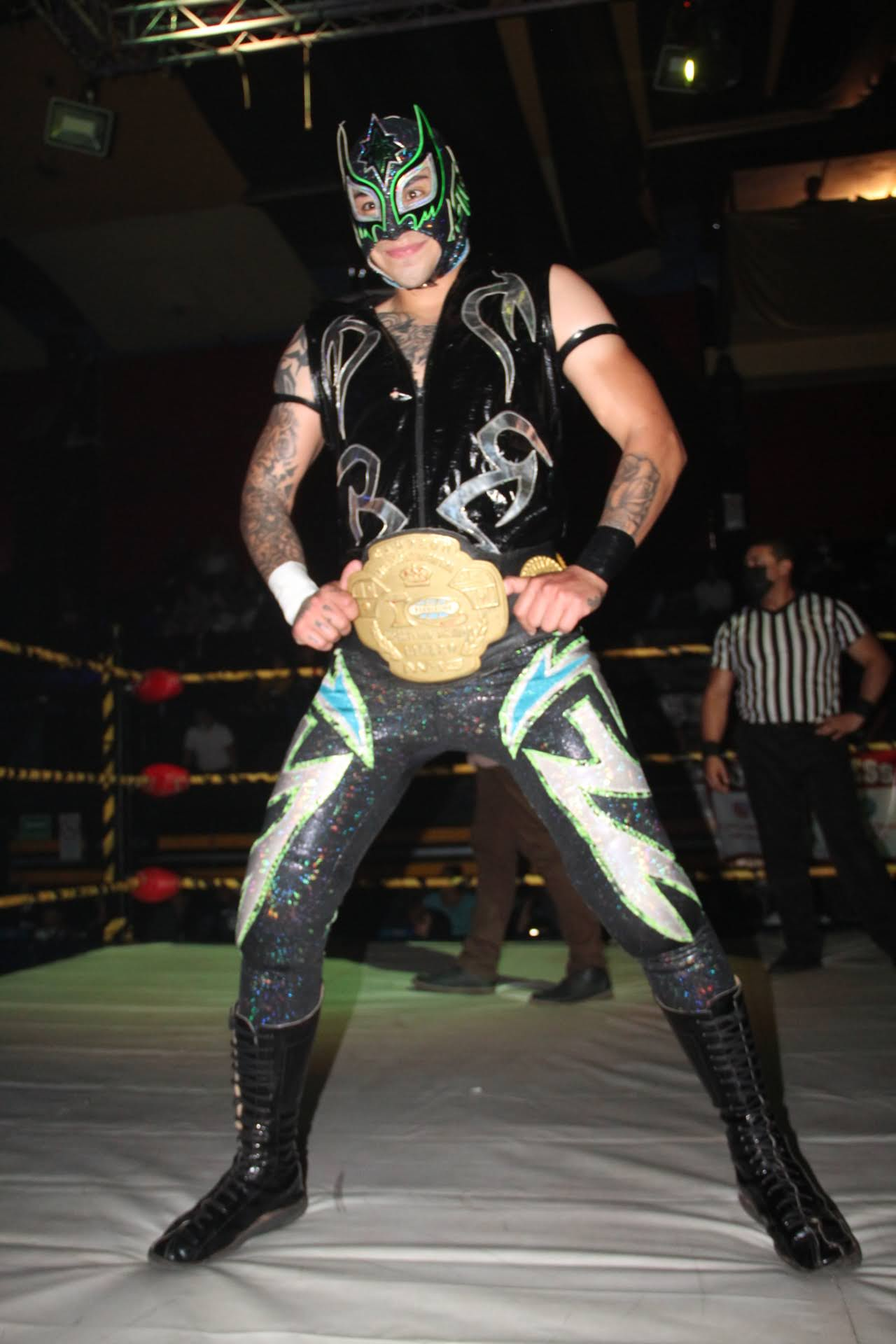
Aster Boy med sin lättviktstitel.

Aster Boy, född 21 juli 1993 i San Luis Potosí, är en mexikansk fribrottare. 
Aster Boy brottas under en fribrottningsmask och hans identitet är inte känd av allmänheten, vilket är vanligt inom lucha libre. Aster Boy har en bror som också brottas, under namnet Amnesia. Han nämner Fénix som sin största inspiration.

## Karriär
Efter sin debut år 2009 så brottades Aster Boy många år som ett av de större namnen på den oberoende scenen, främst i hemstaten och i Zacatecas. Efter den värsta krisen under coronaviruspandemin flyttade han till Mexico City tidigt 2021, och i mars vann Aster Boy en talangtävling för Grupo Internacional Revolución. Drygt ett halvår senare, den 31 oktober, blev han förbundets lättviktsmästare.